# Fort Riley (Kansas)
Fort Riley – jednostka osadnicza w Stanach Zjednoczonych, w stanie Kansas, w hrabstwie Geary.